# 孔伯恭
孔伯恭 （？—469年），魏郡鄴縣人。北魏將領，幽州刺史孔昭之子。孔伯恭曾參與迎降南朝宋彭城及相關抵抗宋軍進攻的戰事，並留鎮彭城。

## 生平
孔伯恭因父親關係而初為給事中，後獲賜爵濟陽男，加鷹揚將軍。和平二年，魏文成帝南巡，从定州前往邺城，三月丁巳朔（461年3月27日），魏文成帝在灵丘亲自射箭越过山峰，济阳男孔伯恭跟随参与了这次南巡。後又外任安南將軍、濟州刺史，進爵城陽公。及後又內調任散騎常侍。天安元年（466年），南朝宋徐州刺史薛安都等向北魏歸降求援，朝廷遂進孔伯恭為鎮東將軍，讓他與尉元共領一萬兵進援彭城。孔伯恭和尉元成功在宋明帝所遣張永及沈攸之北迎軍隊到來以前接收彭城，孔伯恭在尉元入城前以精兵二千先行安撫彭城內外。控制彭城後，張永等軍就向彭城發動攻擊，但都無功而返。天安二年（467年）正月，尉元與孔伯恭領軍主動進攻張永等軍，其中孔伯恭成功攻破宋軍輜重所在的武原，守將王穆之收拾敗軍與張永大軍會合，而張永隨後亦遭尉元部擊敗，終逼使張永及沈攸之撤軍南返。宋軍因天寒令河道結冰，被逼步行南撤，孔伯恭與尉元、薛安都等軍分途追擊，終在呂梁以東大破宋軍。
八月，宋明帝再派沈攸之領兵北伐，意圖收復失地，尉元遂以孔伯恭領一萬兵抵抗。不久，宋明帝後悔而下令撤軍，沈攸之當時在離下邳五十多里的焦墟，而宋將陳顯達則在睢清口支援攸之北進，攸之接得命令後就回軍下邳，但伯恭就先領軍渡水大破陳顯達，宋將姜產之、高遵世戰死。沈攸之知陳顯達失利，繼續撤軍，伯恭乘機追擊，分兵沿清水南北追攸之軍後，自己則從睢陵東出零中陝，再將部隊一分為二，分由司馬范師子等人及自己率領，分別經清水以南及清水以西夾擊攸之軍，攸之軍敗，丘幼弼、丘隆先、沈榮宗及陸道景等戰死，攸之亦受重傷退陳顯達營中。不久宋軍夜潰，攸之輕尉南奔淮陰。孔伯恭接著轉攻宿豫，守將魯僧遵棄城夜逃；另又派孔太恒領一千騎進攻淮陽，淮陽守將崔武仲焚城南奔，淮陽被攻下。
皇興二年（468年），孔伯恭改任散騎常侍、都督徐南兗州諸軍事、鎮東將軍、彭城鎮將，東海公。皇興三年（469年）十月去世，贈鎮東大將軍、東海王，谥号桓。

## 延伸阅读
[在维基数据编辑]
 在维基文库阅读此作者作品
 《魏書·卷51》，出自魏收《魏书》
 《北史·卷037》，出自李延壽《北史》